# 67P/Čurjumov-Gerasimenko
67P/Čurjumov-Gerasimenko (anglicky: 67P/Churyumov-Gerasimenko), je kometa pocházející z Kuiperova pásu se současnou oběžnou dobou 6,45 roku, periodou otáčení zhruba 12,4 hodin a maximální rychlosti 135 000 km/h (38 km/s). Čurjumov-Gerasimenko má rozměry na 4,3 km na 4,1 km ve svých nejdelších a nejširších dimenzích.
Nejbližšího perihélia (přiblížení ke Slunci) dosáhla 13. srpna 2015. Jako většina komet, je pojmenovaná po svých objevitelích, sovětský astronomech Klymu Ivanoviči Čurjumovovi a Světlaně Ivanovně Gerasimenkové. Poprvé byla pozorována na fotografických deskách v roce 1969.
Kometa Čurjumov-Gerasimenko se stala cílovou destinací evropské sondy Rosetta vyslané 2. března 2004. Rosetta se s kometou Čurjumov-Gerasimenko setkala 6. srpna 2014 a 10. září vstoupila na její oběžnou dráhu. Přistávací modul sondy Rosetta, Philae, přistál 12. listopadu 2014, jako první vesmírné plavidlo v historii na povrchu jádra komety.

## Objev
67P/Churyumov–Gerasimenko byl objeven v roce 1969 ukrajinským astronomem Klymem Čurjumovem z Kyjevské univerzity, který porovnával fotografie od Světlany Gerasimenkové původně zaměřené na Comas Solà. Klym Čurjumov objevil na rohu desky fotografie kometární objekt, který původně považoval za Comas Solà. Nacházel se jedenáctého září 1969 poblíž Almaty ve výzkumném středisku FAPHI v tehdejším hlavním městě kazašské sovětské socialistické republiky v rámci Sovětského svazu.
Po návratu do Kyjeva, zkoumal fotografie Čurjumov podrobněji a 22. října přibližně měsíc po tom, co byly fotografie pořízené byl již přesvědčený o tom, že nově rozpoznaný objekt nemůže být Comas Solà. Nově identifikovaný objekt se v rámci sady fotografií nacházel kolem 1,8 stupně mimo předpokládanou polohu Comas Solà. Následná kontrola odhalila obraz objektu Comas Solà na předpokládaném místě, tím se potvrdila odlišnost nového objektu později pojmenovaného 67P/Čurjumov-Gerasimenko.

### Tvar komety
Kometa má dvě výrazné vystupující části napojené na sebe tenkým spojem. Větší lalok tělesa má přibližné rozměry 4.1×3.3×1.8 km a menší je o rozměru 2.6×2.3×1.8 km (1.6×1.4×1.1 mil). S každým oběhnutím ztrácí kometa hmotu ve formě plynů a prachu, která je vypařována vlivem záření ze Slunce. Současný předpoklad postupné ztráty je o průměrné tloušťce 1 ± 0.5 metru, který se vytratí za jeden dokončený oběh.
Tvar samotný je výsledkem lehkého nárazu dvou těles za poměrně nízké rychlosti. Odhalené povrchové vrstvy jsou ve viditelných dvou částech, směrované do různých směrů naznačující formování tělesa fúzí původně dvou rozdělených těles do jedné komety 67P/Čurjumov-Gerasimenko.

### Povrch
Povrch komety je rozdělen na 26 oblastí, které jsou pojmenované po egyptském božstvu. Oblasti rozléhající se na větším laloku jsou pojmenované podle bohů a oblasti na sousedním menším laloku jsou pojmenované po bohyních. Nejdříve bylo definováno 19 oblastí na severní polokouli tělesa přibližně dle rovníku nepravidelného tělesa. Později, následkem nasvícení jižní hemisféry Sluncem, bylo rozeznáno dalších sedm oblastí za využití stejných metod.

## Povrchové změny
Během průběhu mise sondy Rosetta, bylo pozorováno mnoho aktivních změn na povrchu komety. Obzvláště v době, kdy se kometa nacházela v přísluní. Povrchové změny se projevovaly rozvíjejícími se kruhovými útvary na hladkém povrchu, které narůstaly za den i o několik metrů. Aktivita byla pozorována i na tenkém můstku mezi laloky, kde se přemístily kameny o šířce desítek metrů. Bylo pozorováno několik sesuvů srázů odhalujících nové rysy skryté pod povrchovou vrstvou a také kameny přemístěné i o 100 metrů z původní lokace na jádru komety. Konkrétní příklad byl zachycen v prosinci 2010 přístrojem sondy NAVCAM jako nově odhalená světlá oblast na povrchu. Výzkumníci týmu mise Rosetta došli k závěru, že se na povrchu komety zřítil velký útes. Jednalo se o zcela první blízké zaznamenání kolapsu vrstvy materiálu obíhající sondou a spojeného s povrchovou aktivitou komety.  

## Dráha oběhu a rotace
Kometa pochází dle předpokladů z Kuiperova pásu a byla vymrštěna směrem k vnitřní části sluneční soustavy, kde byla také následovně ovlivněna planetou Jupiter. Planeta Jupiter lehce pozměnila trasu oběhu komety Čurjumov-Gerasimenko.
Do roku 1840 byla vzdálenost přísluní komety přibližně 4 AU (600 milionů km), tedy příliš daleko na to, aby bylo jádro komety ovlivněno zářením ze Slunce. Blízkost Jupiteru v roce 1840 zakřivila dráhu oběhu komety na bod přísluní o 3 AU (450 milionů km). Později se vzdálenost ještě více zmenšila na 2,77 AU (414 milionů km).
V únoru 1959 byla dráha oběhu komety pozměněna planetou Jupiter na přísluní 1,29 AU (193 milionů km), kdy tento bod přísluní kometě nadále přísluší. Před vstupem do bodu přísluní komety v roce 2009, byla u komety dokončena jedna rotace tělesa za 12,76 hodin. Po této události se perioda rotace zkrátila na 12,4 hodin, za předpokladu vlivu točivého momentu zapříčiněného sublimací látek komety.

### Perihelion roku 2015
V září 2014 mělo jádro komety zdánlivou jasnost o hodnotě kolem 20. Do bodu přísluní dorazila kometa 13. srpna 2015. Od prosince 2014 do září 2015 byla hodnota elogace komety od Slunce méně než 45 stupňů. Desátého února 2015 došlo ke konjunkci se Sluncem, kdy se kometa nacházela 3,3 AU (490 milionů km) a o pěti úhlech od Slunce. Kometa překročila nebeský rovník 5. května 2015 a byla viditelná na noční obloze severní polokoule. Dokonce i po přísluní, kdy se kometa na noční obloze nacházela v konstelaci blíženců, se zdánlivá jasnost pozměnila na 12 a na její pozorování bylo nutné použití teleskopu. Od července 2016 má kometa zdánlivou jasnost o hodnotě 20.  

## Mise Rosetta
Cílová destinace pro sondu Rosetta byla kometa 67P/Čurjumov-Gerasimenko. Sonda byla vypuštěna v roce 2004 a setkala se s kometou v roce 2014. Jednalo se o misi s vůbec prvním přistáním vesmírné sondy na kometě.

### Příprava

Povrch komety 67P/Čurjumov-Gerasimenko s viditelnými prachovými částicemi, kosmickým zářením a pohyby hvězd na pozadí. Natočeno sondou Rosetta s optickým systémem OSIRIS.

Samotné přípravě mise Rosetta (ESA) předcházela důkladná analýza snímků, které pořídil Hubbleův vesmírný dalekohled 12. března 2003. Byl také sestaven celkový trojrozměrný model za pomocí výpočetní techniky. Nejvíce detailní pozorování bylo provedeno 25. dubna 2012 za pomocí teleskopu Faulkes a to N. Howesem a G. Sosterem a E. Guidem, v době kdy se kometa nacházela v odsluní.
Šestého června 2014 byla detekována vodní pára vycházející z komety Čurjumov-Gerasimenko v rozmezí 1 L/s sondou Rosetta, která se od komety nacházela ve vzdálenosti 360 000 km (220 000 mil). Vzdálenost od Slunce během detekce byla 3,9 AU (580 milionů km). 14. července 2014 bylo odhaleno jádro komety na snímcích pořízených sondou Rosetta, viditelný je nepravidelný tvar celé komety. Tvar komety je vysvětlen formací splynutí dvou původně oddělených těles, která se za nízké rychlosti střetla, nicméně jednou z možností je i nesymetrická eroze komety vlivem sublimace ledu z povrchu komety. Postupné odpařování by, tedy mohlo zanechat rozdělení komety na viditelné dva laloky, celková velikost jádra komety je předpokládaná na 3,5 x 4 km (2,2 x 2.5 mil).  

### Setkání a oběh
Při přiblížení ke kometě se rychlost sondy Rosetta snížila na 780 m/s (2 800 km/h) za využití série trysek. Sonda se přiblížila ke kometě 6. srpna 2014. Relativní rychlost vesmírné sondy byla redukována na 1 m/s (4 km/h), kdy sonda vstoupila na oběžnou dráhu komety 10. září ve vzdálenosti kolem 30 km (19 mil) od jádra komety.  

### Přistání
Se sondou Rossetta putovala ke kometě i robotická výzkumná sonda Philae („Fílé"), která sestoupala na povrch 12. listopadu 2014. Sonda Philae vážila 100 kg (220 lb) a místo přistání bylo pokřtěno na Agilkia na počest ostrova Agilkia, na který byl přesunut chrám z ostrova Fílé, který byl zaplaven po dokončení výstavby Nízké Asuánské přehrady. Zrychlení na povrchu komety vlivem gravitace je předpokládáno pro účely chodu simulací na 10−3 m/s2 , nebo také kolem jedné desetitisíciny působení na Zemi. Z důvodu relativně nízké hmotnosti komety bylo potřeba mnoho jisticích mechanismů. Na povrchu komety je nízká gravitace a sonda byla připravená na přistání ukotvujícími přístroji. Včetně harpun, plynných trysek, malé umělé mechanické paže se záchyty a setrvačníku na udržení orientace během sestupu. Během samotného přistání selhaly trysky, harpuna i záchyty. Přistávací modul se dvakrát odrazil od povrchu a poklidně přistál až při třetím kontaktu s povrchem komety po 2 hodinách od prvního kontaktu.
Komunikace s přistávacím modulem Philae byla narušena 15. listopadu 2014 z důvodu nedostatku energie baterie. Komunikace se sondou byla na krátkou dobu obnovena 14. června 2015 a byl potvrzen správný chod sondy. Druhého září 2016 byl modul Philae lokalizován na fotografiích pořízených sondou Rosetta. Modulu se podařilo zaslat data získaná z kontaktu s povrchem zpět na Zemi, nicméně je s modulem nacházejícím se v prasklině na povrchu komety narušené spojení.

### Vědecké poznatky
Složení vodní páry komety Čurjumov-Gerasimenko je odlišné, vzhledem k vodní páře na Zemi. Poznatky získané od sondy Rosetta poukazují na třikrát větší poměr deuteria k běžně vyskytujícímu se vodíku ve vodě komety, oproti vodě na Zemi. Voda na Zemi by tedy nemusela mít původ z komet typu, jakého je 67P/Čurjumov-Gerasimenko. Kometa z povrchu vydávala až desetkrát více vodní páry mezi červnem a srpnem 2014. Tento poznatek ohlásila NASA 22. ledna 2015. Speciálně zaměřené studie ohledně komety byly vydané 23. ledna 2015 v deníku Science.
Před selháním baterií modulu Philae, byla úspěšně získána data. Z tohoto souboru informací vyplývá odhadovaná tloušťka povrchové vrstvy prachu na kometě kolem 20 cm. Pod vrstvou se ukrývá pevný led, nebo směs ledu a prachových zrn. Pórovitost ve struktuře směrem do nitra komety narůstá.
Jádro komety 67P/Čurjumov-Gerasimenko nevykazovalo při měření přístroji ROMAP uskutečněném při sestupu modulu Philae přítomnost magnetického pole. Ani sonda Rosetta nezaznamenala přístroji RPC-MAG přítomnost magnetického pole komety. Předpokládal se velký význam magnetické síly v období formování sluneční soustavy, kdy nové poznatky hypoteticky ubírají váhu magnetické síle těles, jako jsou komety na postupné formování sluneční soustavy.
Spektrograf ALICE na sondě Rosetta determinoval přítomnost elektronů (v blízkosti 1 km od jádra komety), produkovaných fotoionizací molekul vody radiačním zářením ze Slunce. Předchozí odhady se týkaly přítomnosti fotonů, které tedy nebyly potvrzeny a procesu, který měl degradovat molekuly vody a oxidu uhličitého vypouštěné z jádra komety do oblasti koma komety. Na povrchu komety byla zjištěna aktivita ve formě propadů a kolapsu struktur zapříčiněné výtrysky vodní páry.
Měření přístroji COSAC a Ptolemy na přistávacím modulu Philae odhalilo šestnáct organických sloučenin, z kterých čtyři byly na kometě zaznamenané vůbec poprvé. Jednalo se o acetamid, aceton, methylisokyanát, propionaldehyd. Organické látky byly také nalezeny v pevném skupenství v prachových částicích emitovaných do okolí kometou. Uhlík je v těchto organických látkách vázán v „uspořádání velmi velkých makromolekul“, struktuře téměř analogií nerozpustných látek v C chondritových meteoritech. Výzkumnicí jsou toho názoru, že pozorované uhlíkaté látky komety v pevném skupenství mají stejný původ jako nerozpustné organické meteorické látky, nicméně prošly menší mírou chemického pozměnění po události vyúsťující v trvalé začlenění do struktury komety.
Velkým objevem sondy byla detekce přítomnosti velkého množství volných molekul kyslíku (O2) v plynné formě obklopující kometu. Současné modely sluneční soustavy naznačují, že by měl molekulární kyslík vyprchat téměř okamžitě po vzniku samotné komety 67P v době před 4,6 miliardami let. Při velmi aktivním a žhavém procesu, během kterého plynný kyslík a vodík dohromady tvoří vodu. Molekulární kyslík nebyl nikdy předtím detekován v oblasti koma konkrétní komety. Měření provedená in situ indikují poměr mezi přítomností O2/H2O izotropního charakteru v oblasti koma a systematicky se nemění vzhledem k vzdálenosti od Slunce. Odhady výzkumníků tedy počítají s původem O2 postupným začleňováním při procesu formování komety. Detekce přítomnosti dusíku (N2) v kometě poukazují na formaci zrn, při poměrně nízké teplotě kolem (−243.2 °C, −405.7 °F).

## Další mise
CAESAR byla navrhována mise, která měla obnášet i návrat vzorku a měla by se týkat komety 67P/Čurjumov-Gerasimenko. Sonda měla přinést od komety zpět na Zemi vzorek regolitu z povrchu komety. Celkový koncept mise soutěžil s dalšími návrhy v rámci Programu New Frontiers. V prosince 2017 se zařadil mezi dva finální projekty programu, ale NASA jej v červnu 2019 ukončila ve prospěch mise Dragonfly, s plánem startu v červnu 2027.

## Galerie

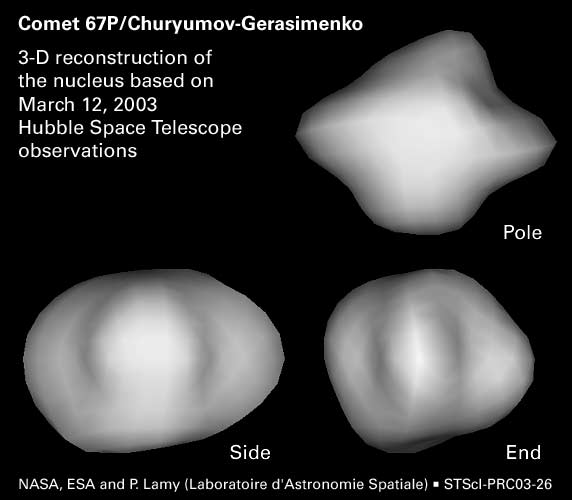
Počítačová rekonstrukce tvaru jádra založena na pozorováních Hubbleova vesmírného dalekohledu v roce 2003
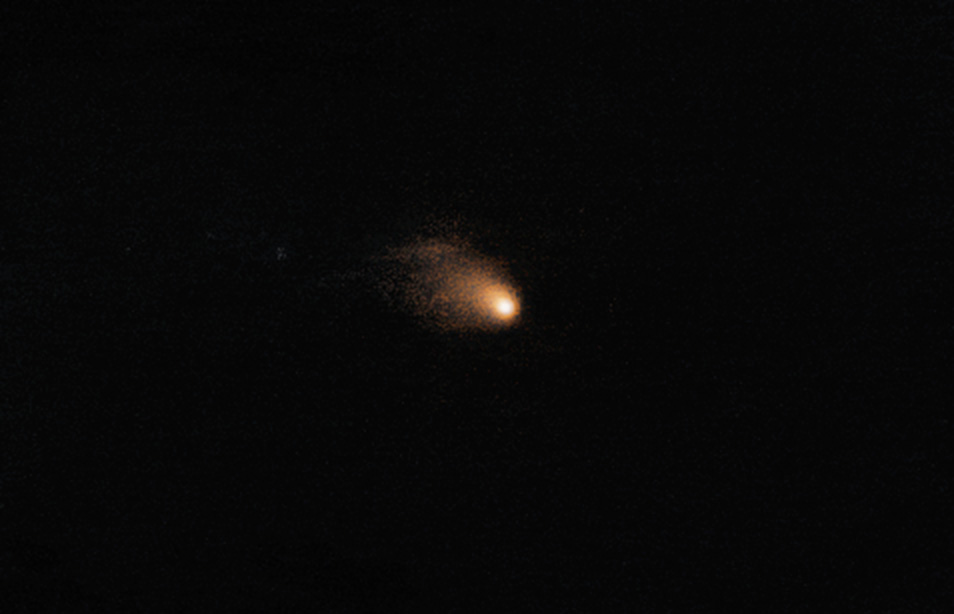
Fotografie pořízená Very Large Telescope 11. srpna 2014
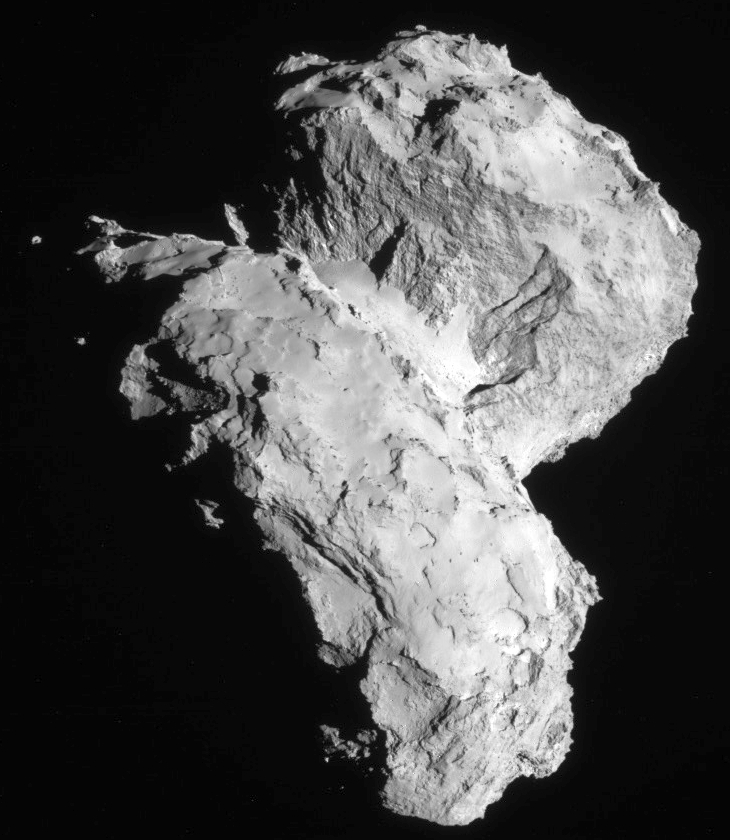
Fotografie pořízená Rosettou 22. srpna 2014
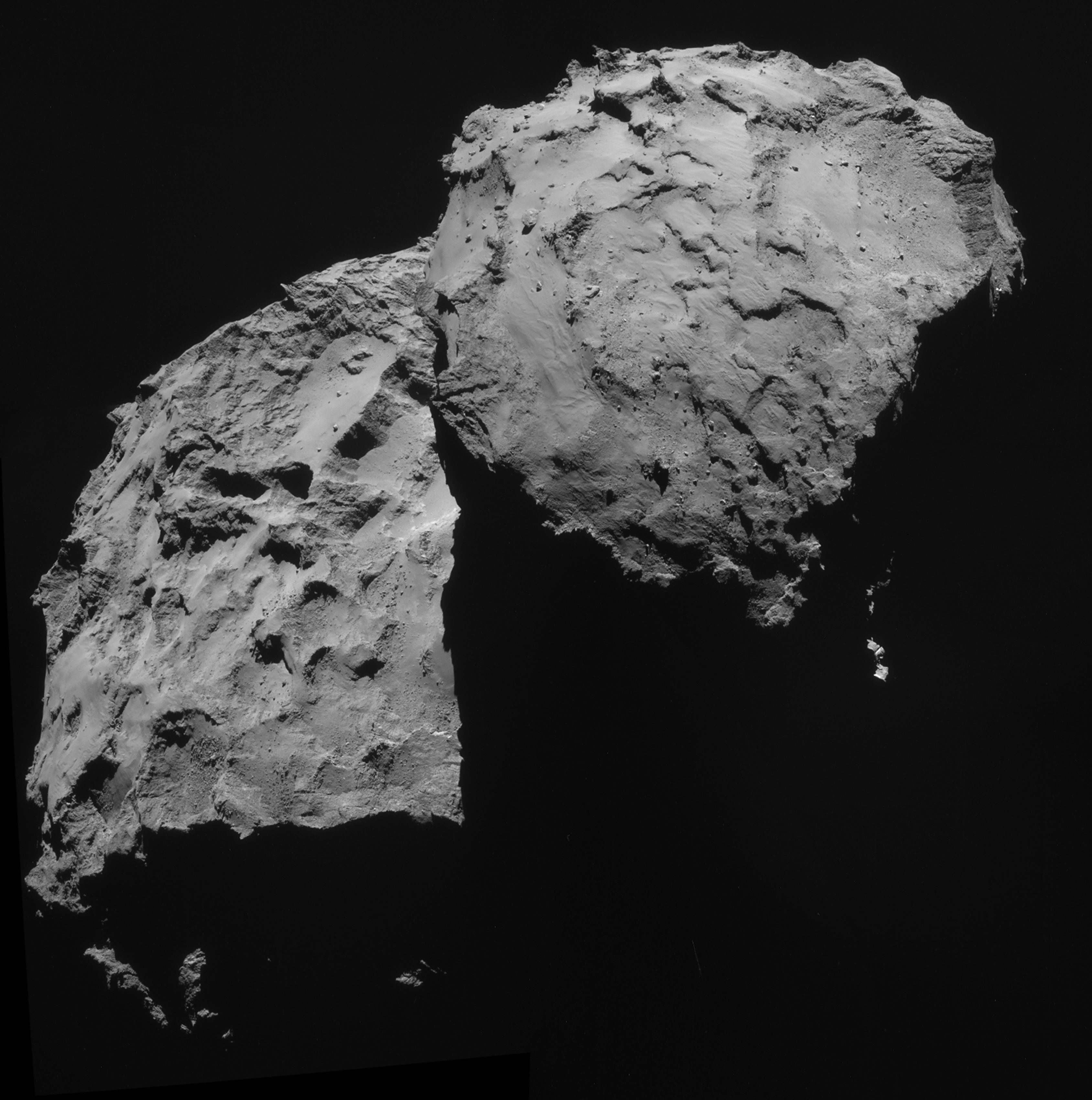
Fotografie pořízená Rosettou 14. září 2014
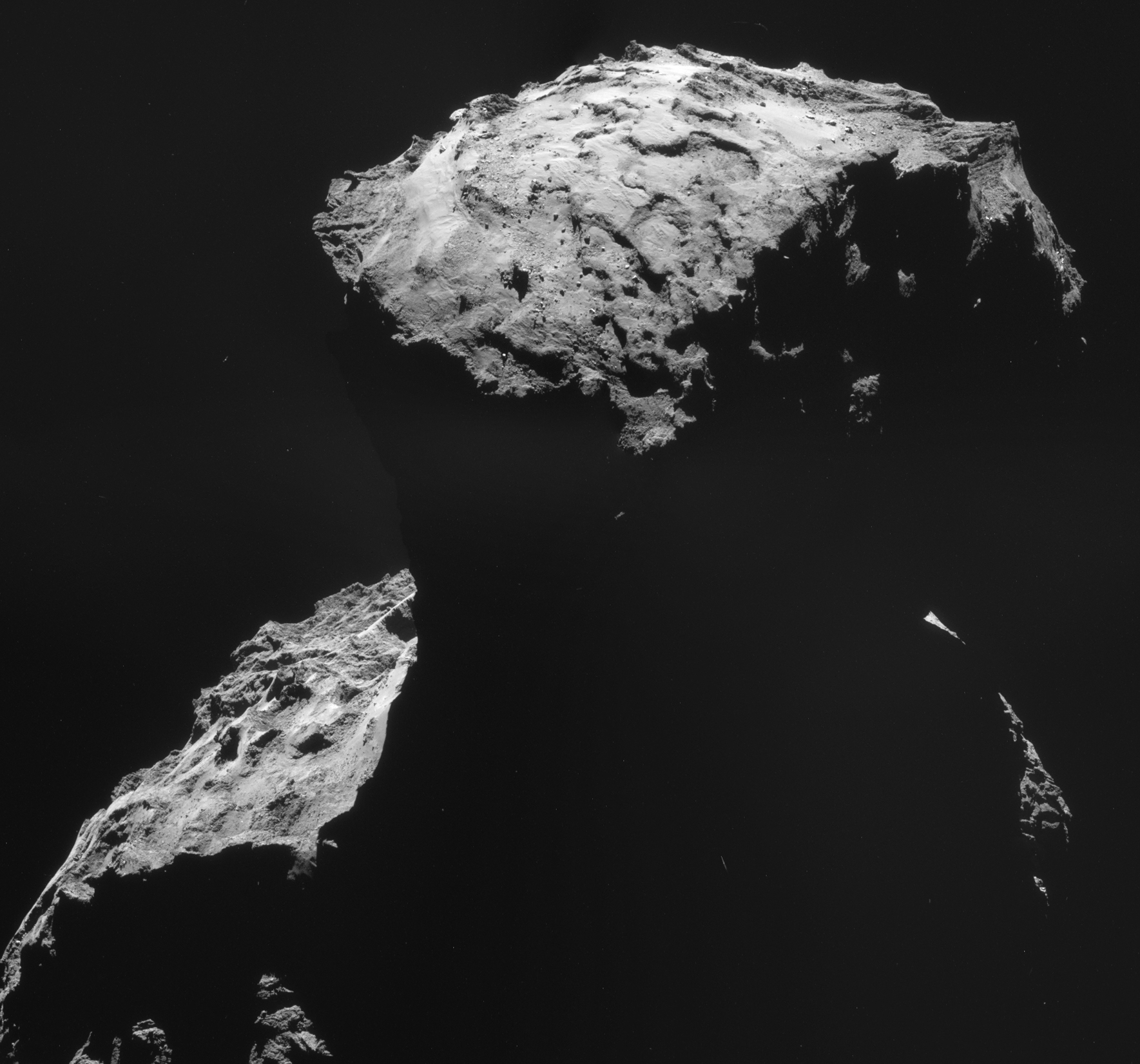
Fotografie pořízená Rosettou 30. října 2014